# Конвой Йокосука – Трук (17.12.43 – 30.12.43)
Конвой Йокосука — Трук (17.12.43 — 30.12.43) — японський конвой часів Другої світової війни, проведення якого відбувалось у грудні 1943-го.
Пунктом призначення конвою був атол Трук у центральній частині Каролінських островів, де ще до війни створили потужну базу японського ВМФ, з якої до лютого 1944-го провадились операції в цілому ряді архіпелагів. Вихідним пунктом став розташований у Токійській затоці порт Йокосука (саме звідси традиційно вирушала більшість конвоїв на Трук).
До складу конвою увійшли транспорти «Х'якуфуку-Мару» (Hyakufuku Maru), «Хоко-Мару», «Тайо-Мару» (Taiyo Maru) та «Чійо-Мару» (Chiyo Maru), тоді як охорону забезпечував допоміжний тральщик Wa-14.
Загін вирушив з порту 17 грудня 1943-го. 20 грудня він прибув на Тітідзіму (архіпелаг Огасавара), за винятком більш повільного «Х'якуфуку-Мару», що досягнув цього острова лише 21 грудня. Цієї ж доби перші три транспорти рушили далі на південь, тоді як тральщик та «Х'якуфуку-Мару» залишились на Тітідзімі.
25 грудня 1943-го судна прибули на Сайпан (Маріанські острови), де до них приєднався четвертий транспорт «Сіньо-Мару» (Shinyo Maru). 26 грудня загін рушив далі, при цьому тепер його супроводжували переобладнаний тральщик «Фумі-Мару № 2» та переобладнаний мисливець за підводними човнами «Кьо-Мару № 8» (Kyo Maru No. 8). 28 грудня ці два кораблі попрямували назад на Сайпан, тоді як транспорти зустріли та узяли під охорону допоміжний тральщик Wa-6 та переобладнаний сітьовий загороджувач «Коко-Мару».
Можливо відзначити, що маршрут конвою пролягав через кілька традиційних районів патрулювання американських підводних човнів, які зазвичай діяли поблизу східного узбережжя Японського архіпелагу, біля островів Огасавара, Маріанських островів та на підходах до Труку. Саме в останньому районі 29 грудня на конвой здійснила торпедну атаку якась субмарина, проте їй не вдалось досягнути успіху, а 30 грудня загін прибув на Трук.